# Сибек (Вашингтон)
Сибек (енгл. Seabeck) насељено је место без административног статуса у америчкој савезној држави Вашингтон.

## Демографија
По попису из 2010. године број становника је 1.105.
| Група             | 2000.    | 2010.         |
| Белци             | 0 (0,0%) | 1.002 (90,7%) |
| Афроамериканци    | 0 (0,0%) | 6 (0,5%)      |
| Азијати           | 0 (0,0%) | 21 (1,9%)     |
| Хиспаноамериканци | 0 (0,0%) | 38 (3,4%)     |
| Укупно            | 0        | 1.105         |